# Marian Kozłowski (podoficer)
Marian Kozłowski (ur. 25 marca 1897 w Łodzi, zm. 24 listopada 1968 tamże) – starszy sierżant Wojska Polskiego, działacz niepodległościowy, kawaler Orderu Virtuti Militari.

## Życiorys
Urodził się 25 marca 1897 w Łodzi, w rodzinie Antoniego i Marii z Piotrowskich. Ukończył prywatnie cztery klasy gimnazjum.
15 września 1915 w Piotrkowie wstąpił do Legionów Polskich. Został przydzielony do 1. kompanii 6 pułku piechoty. Awansował na starszego legionistę. 19 lipca 1917, w czasie kryzysu przysięgowego, został internowany w Szczypiornie, a następnie przeniesiony do obozu w Łomży. 11 lipca 1918, po likwidacji łomżyńskiego obozu, wstąpił do 6. kompanii II batalionu 1 pułku piechoty Polskiej Siły Zbrojnej w Ostrowi-Komorowie. Później został awansowany na kaprala i przydzielony do kompanii wartowniczej w Warszawie. W listopadzie 1918 wziął udział w rozbrajaniu Niemców w stolicy, a następnie objął wartę w Belwederze, pierwszą po okupantach.
Później zgłosił się do I warszawskiego batalion ochotniczego oddziału odsieczy Lwowa i w styczniu 1919 wyjechał front polsko-ukraińskim. 15 maja 1919 pod Kamionką Strumiłową został ranny. Po miesięcznym leczeniu, z niezagojoną raną, wrócił na front, gdzie został przeniesiony do III batalionu 26 pułku piechoty. W lipcu 1919 został mianowany sierżantem liniowym. 
W następnym roku walczył na wojnie z bolszewikami. 10 czerwca 1920 pod Rudnią Radowelską został lekko ranny, lecz pozostał na froncie. 8 stycznia 1921 major Leopold Endel-Ragis we wniosku o odznaczenie Orderem Virtuti Militari napisał: „dnia 4 lipca 1920 podczas powrotu dwóch kompanii III/26 pp i kompanii szturmowej 7 Dywizji Piechoty z wypadu na Ludwipol nieprzyjaciel zajął wieś Topienica i przeciął tym sposobem drogę odwrotową powracającym ze zdobyczą kompaniom. W dniu tym sierż. Kozłowski M. dowodził rezerwą batalionową w sile 1 plutonu i 1 karabinu maszynowego. Widząc niebezpieczeństwo, grożące niespodziewających się zasadzki kompaniom z własnej inicjatywy wykonał brawurowy kontratak na wieś swoim kilkakrotnie słabszym oddziałem i zmusił nieprzyjaciela do częściowego odwrotu, czym umożliwił odwrót wypadowym kompaniom i wywiezienie zdobyczy. Dnia 1 sierpnia 1920 zajął nieprzyjaciel opuszczoną przez oddziały Bałachowicza wieś Rudka-Czerwynśka, położoną na lewym brzegu Stochodu. Skutkiem tego zajęcia lewe skrzydło 26 pp zawisło w powietrzu. Kompania 11/26 pp otrzymała zadanie wraz z kawalerią dywizyjną i I/25 pp wyrzucić nieprzyjaciela ze wsi Rudka-Czerwynśka. W ataku tym sierż. Kozłowski M. dowodził plutonem i jak zawsze wyróżnił się rozumną brawurą, spokojnym, a (...) prowadzeniem oddziału i nieustępliwością. W czasie nakazanego odwrotu został ciężko ranny w nogę i do tej pory leczy się w szpitalu” wojskowym w Sosnowcu. Po cztero i pół miesięcznym leczeniu szpitalnym wrócił do pułku.
Po zakończeniu działań wojennych pozostał w zawodowej służbie wojskowej. W 1925 przeniesiony do 31 pułku piechoty, a w 1927 mianowany tytularnym starszym sierżantem. W 1934 pełnił obowiązki szefa plutonu łączności. W tym samym czasie, w celu uzyskania wymaganego dla podoficera cenzusu naukowego, uczestniczył w wieczorowym kursie z zakresu siedmiooddziałowej szkoły powszechnej. W marcu 1935 awansował na rzeczywistego starszego sierżanta, a w kwietniu 1938 razem z pułkiem został przeniesiony do Sieradza. W składzie macierzystego pułku walczył w kampanii wrześniowej. Po klęsce wojsk polskich mieszkał w okolicach Opoczna.
W 1945 powrócił do Łodzi i podjął pracę w handlu. Zmarł w Łodzi, pochowany na cmentarzu św. Antoniego.
Był żonaty z Zofią z Łęgowskich, z którą miał syna Jerzego Stanisława (ur. 1 listopada 1924).

## Ordery i odznaczenia
- Krzyż Srebrny Orderu Virtuti Militari nr 1438[1] – 28 lutego 1921[14][15][16]
- Krzyż Niepodległości – 24 października 1931 „za pracę w dziele odzyskania niepodległości”[17][18][19]
- Krzyż Walecznych[20][21][8]
- Brązowy Krzyż Zasługi – 1938 „za zasługi na polu pracy społecznej”[22][23]
- Medal Pamiątkowy za Wojnę 1918–1921[24]
- Medal Dziesięciolecia Odzyskanej Niepodległości[24]
- Krzyż Pamiątkowy 6 pułku piechoty Legionów Polskich[6]
- Odznaka Pamiątkowa Więźniów Ideowych nr 887[10][25]